# كأس إيطاليا 1991–92
كأس إيطاليا 1991–92 (بالإيطالية: Coppa Italia 1991-1992)‏ هو الموسم 45 من كأس إيطاليا. أشرف على تنظيمه اتحاد إيطاليا لكرة القدم، وكان عدد الأندية المشاركة فيه 48، وفاز فيه نادي بارما.